# Ancien séminaire Saint-Sulpice
Ne doit pas être confondu avec séminaire Saint-Sulpice ou Vieux séminaire de Saint-Sulpice.
L’ancien séminaire Saint-Sulpice, actuel hôtel des Finances, est un édifice inscrit monument historique, situé place Saint-Sulpice dans le 6e arrondissement de Paris.

## Histoire

### Séminaire établi par Jean-Jacques Olier
Jean-Jacques Olier, nommé en 1642 curé de la paroisse Saint-Sulpice acheta  en 1645 à un parent un jardin et 3 corps de bâtiments rue du Vieux-Colombier où il fit édifier de 1649 à 1651  par l’architecte Jacques Lemercier un édifice dans lequel il transféra sa maison de formation des prêtres fondée en 1641 à Vaugirard à une époque où l’instruction du clergé était très négligée. Ce bâtiment était situé à l’emplacement de l’actuelle place Saint-Sulpice en recul par rapport à l’église plus petite que l’édifice actuel.
L’évêque de Paris lui demanda d’assurer la formation de tous les postulants à la prêtrise du diocèse.
Cette institution servit de modèle à la fondation de séminaires en France.
Jean-Jacques Olier décida de reconstruire sur des plans de Christophe Gamard l’église Saint-Sulpice dont la première pierre fut posée en 1646 et dont  le chantier dura plus de 140 ans.
Pour mettre en valeur l’église, l’architecte Jean-Nicolas Servandoni auteur en 1732 du dessin de la façade conçut une place qui nécessitait la démolition du séminaire, proche de la nouvelle façade, à 10 mètres de la tour nord. Cette destruction ne put aboutir qu’après la suppression des congrégations religieuses en 1792. La démolition du séminaire décidée par Bonaparte en 1800 dégagea le parvis qui fut nivelé et planté d’arbres en 1838.

Séminaire sur plans anciens
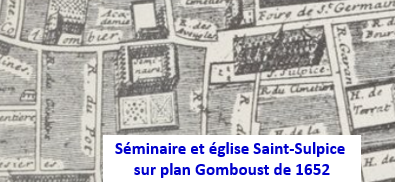
Séminaire sur plan Gomboust de 1652.
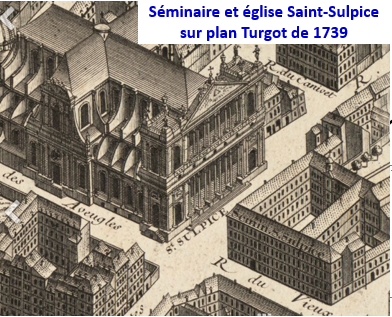
Séminaire sur plan Turgot de 1739.

### Bâtiment actuel

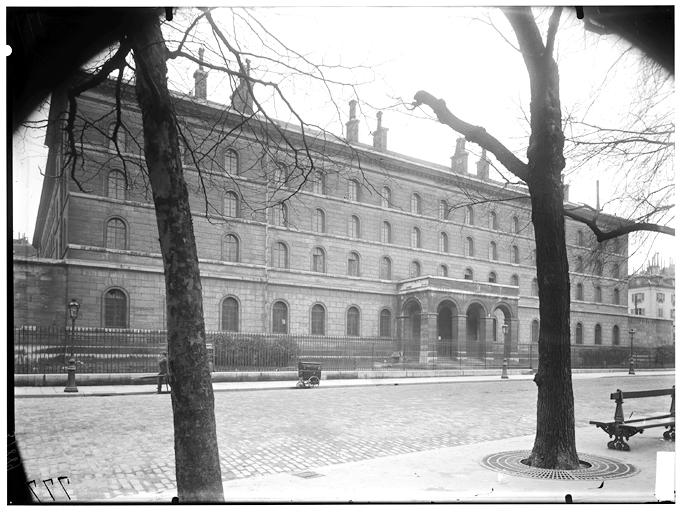
Photographie d'Eugène Atget (1910).

Un nouveau séminaire financé aux deux-tiers par l’État, un tiers par la Ville, fut reconstruit au sud de la place de 1820 à 1838 sur les plans de l’architecte de la Ville Étienne-Hippolyte Godde pour la Compagnie des prêtres de Saint-Sulpice rétablie par Louis XVIII le 3 avril 1816.
Ce bâtiment fut construit en partie sur un terrain appartenant à l’ancien séminaire agrandi par l’expropriation de maisons rue du Pot-de-Fer, actuelle rue Bonaparte et rue Férou.
La loi du 9 décembre 1905 de séparation de l’Église et de l’État amena l’évacuation en décembre 1906 du séminaire qui fut affecté à l’administration des Beaux-Arts pour créer un musée des artistes vivants qui ne fut pas réalisé. Le bâtiment, utilisé pour l’accueil des sinistrés de l’inondation de 1910 puis pour l’hébergement des réfugiés et de soldats permissionnaires de la Première Guerre mondiale, fut affecté en 1922 au ministère des Finances. Un projet de restitution à la Compagnie des prêtres de Saint-Sulpice fut abandonné en 1924.

## Architecture
L’édifice comprend quatre corps de bâtiment, rez-de-chaussée et trois étages, inspirés des palais italiens, d’un aspect massif et austère, autour d’une cour intérieure formant cloître.
Une chapelle dédiée à la Vierge avec des vitraux et un plafond à caissons, située perpendiculairement au corps de bâtiment sud (opposé à la façade sur la place), est un local administratif non accessible.